# Papuzik ostrosterny
Papuzik ostrosterny (Erythrura prasina) – gatunek małego ptaka z rodziny astryldowatych (Estrildidae). Jest popularnym ptakiem ozdobnym. Jego pierwszy opis gatunkowy pojawił się w 1788; ptaki te nazwano wówczas Loxia prasina.

## Występowanie
Występuje w Azji Południowo-Wschodniej: Malezji, Brunei, Kambodży, Indonezji, Laosie, Birmie, Wietnamie i Tajlandii. Jego szacowany zasięg globalnego występowania wynosi 5,48 mln km².
Zamieszkuje subtropikalne i tropikalne lasy górskie oraz nizinne. Można go znaleźć w zaroślach bambusowych. Występuje także na plantacjach ryżu, gdzie wyrządza wielkie szkody i z tego powodu w rejonie swojego zasięgu jest traktowany jako szkodnik.

## Pochodzenie
Gatunek prawdopodobnie pochodzi z Indii i z czasem się rozprzestrzenił.

## Wygląd
Samce mają do 15 cm długości, samice – 11,5 do 12 cm. Samce mają gardło i głowę w kolorze niebieskim.

## Podgatunki
Międzynarodowy Komitet Ornitologiczny (IOC) wyróżnia dwa podgatunki E. prasina:
- E. p. prasina (Sparrman, 1788) – Indochiny, Półwysep Malajski, Sumatra i Jawa
- E. p. coelica E.C.S. Baker, 1925 – Borneo i zachodnie Filipiny

## Status
Międzynarodowa Unia Ochrony Przyrody (IUCN) uznaje papuzika ostrosternego za gatunek najmniejszej troski (LC, Least Concern) nieprzerwanie od 1988 (stan w 2020). Liczebność populacji nie została oszacowana, jednak ptak ten opisywany jest jako rzadki, choć sezonowo i lokalnie pospolity. Trend liczebności populacji uznaje się za stabilny.

## Hodowla w niewoli
Hodowla tego gatunku w niewoli należy do stosunkowo trudnej. Należy je przetrzymywać w wolierach i odchowywać w temperaturze wynoszącej co najmniej 23–24 °C.